# Vaneeckeia pallidifascia
Vaneeckeia pallidifascia är en fjärilsart som beskrevs av George Francis Hampson 1892. Vaneeckeia pallidifascia ingår i släktet Vaneeckeia och familjen tandspinnare. Inga underarter finns listade i Catalogue of Life.